# Ponte Santa Trinita
De Ponte Santa Trinita ("Heilige Drievuldigheidsheidsbrug", genoemd naar een nabijgelegen kerk) is een renaissancebrug over de Arno in de Italiaanse stad Florence, ontworpen door Bartolomeo Ammanati. Het is de oudste elliptische boogbrug ter wereld, gekenmerkt door drie afgeplatte ellipsen. De buitenste bogen overspannen 29 m en de middelste 32 m. De twee aangrenzende bruggen zijn de Ponte Vecchio in het oosten en de Ponte alla Carraia in het westen.
De brug werd tussen 1567 en 1569 gebouwd. De locatie, stroomafwaarts van de Ponte Vecchio, was een belangrijke schakel in het middeleeuwse stratenplan van Florence. De eerste houten brug uit 1252 werd zeven jaar later door een overstroming weggevaagd en in steen herbouwd. Dit bouwwerk werd op zijn beurt in 1333 verwoest door een overstroming. Vervolgens maakte Taddeo Gaddi een vijfbogige brug, die alweer werd verwoest tijdens de overstroming van 1557. Ammannati's exemplaar was dus het vierde. Vier decoratieve beelden van de seizoenen werden in 1608 aan de brug toegevoegd, om de bruiloft van Cosimo II de' Medici en Maria Magdalena van Oostenrijk te vieren: Lente door Pietro Francavilla, Zomer en Herfst door Giovanni Caccini en Winter door Taddeo Landini.
In de nacht van 3 op 4 augustus 1944 werd de brug verwoest door terugtrekkende Duitse troepen tijdens de opmars van het Britse 8e Leger. De Royal Engineers bouwden daarop een tijdelijke Baileybrug. De definitieve reconstructie in 1958 werd toevertrouwd aan de architect Riccardo Gizdulich en de ingenieur Emilio Brizzioriginele. Hun op archiefonderzoek gebaseerde reconstructie gebruikte stenen die uit de Arno werden opgevist, aangevuld met gelijkaardige exemplaren uit de steengroeve van de Boboli-tuinen. Het ontbrekende hoofd van de Lente werd in oktober 1961 uit de rivier gehaald.

## Afbeeldingen

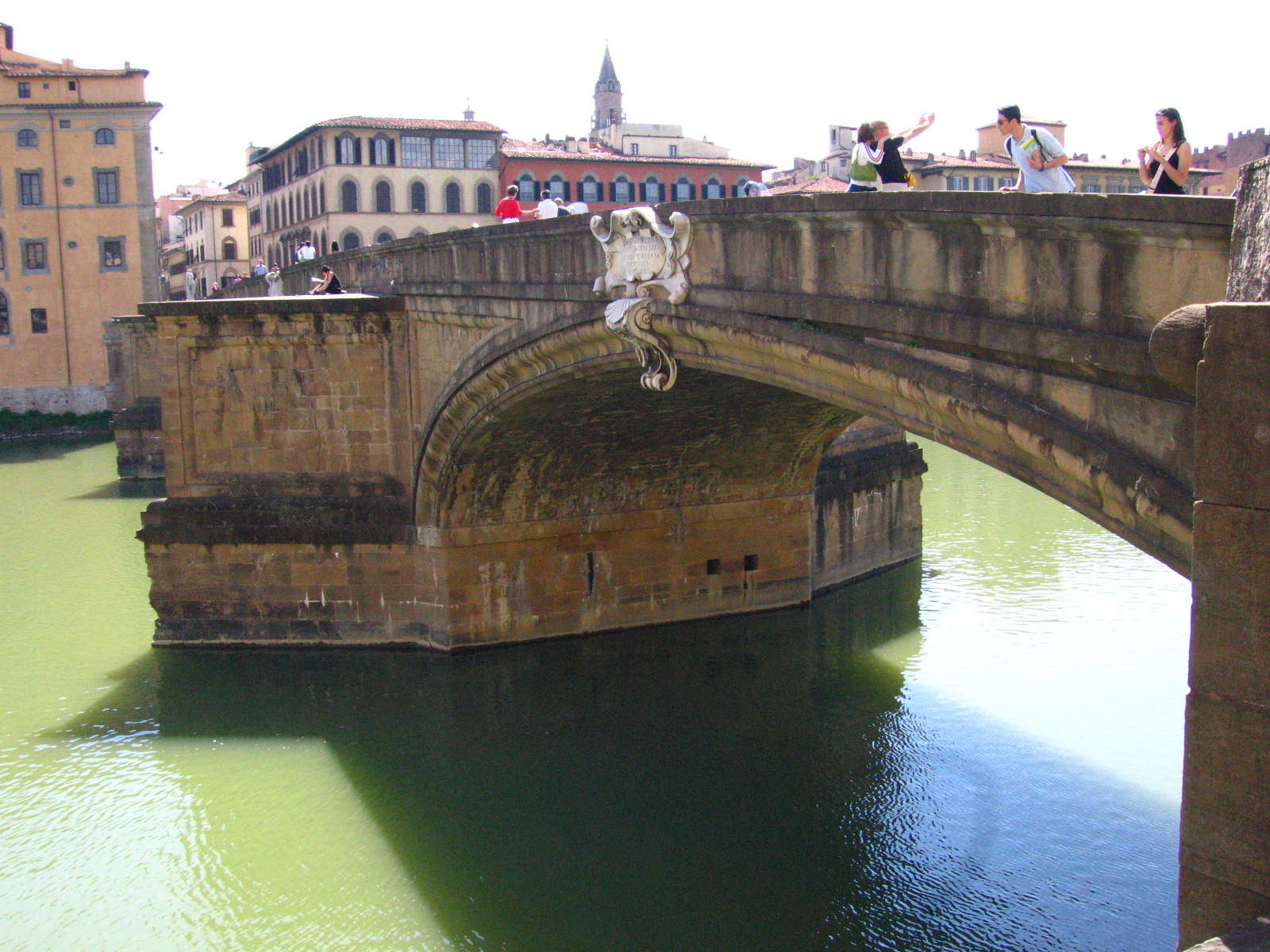
Brugpijler
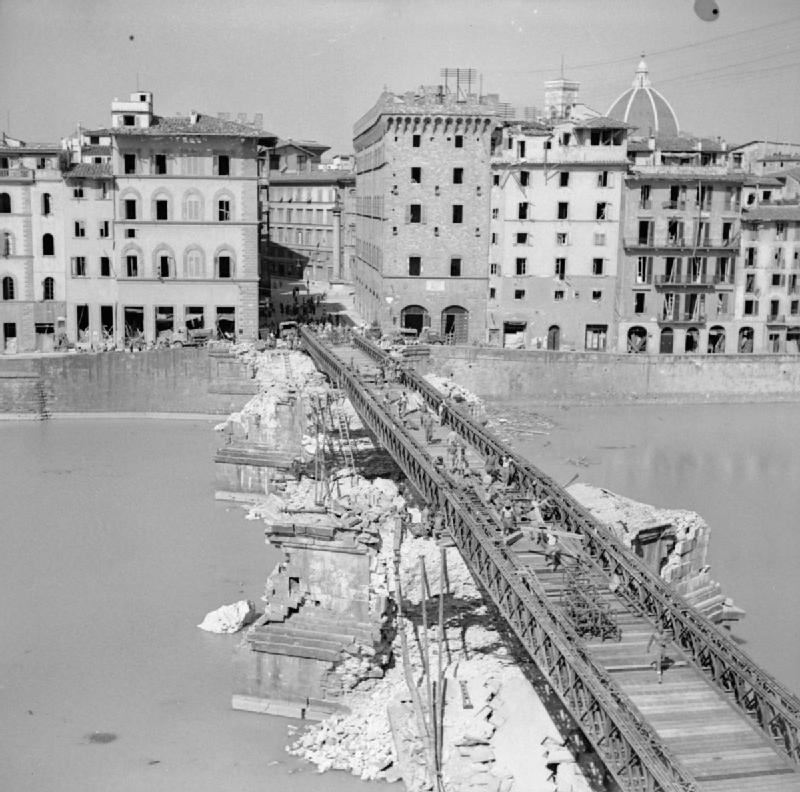
De Baileybrug tijdens de Tweede Wereldoorlog, 1944